# Kuranach-Siktjach
Il Kuranach-Siktjach (in russo Куранах-Сиктях?) è un fiume della Russia siberiana orientale, affluente di destra della Lena. Scorre nell'ulus (distretto) Bulunskij della Repubblica autonoma della Sacha (Jacuzia).

## Descrizione
Il Kuranach-Siktjach ha origine dalla confluenza dei due rami sorgentizi chiamati Unguochtaach (73 km) e Yarysach (120 km) che drenano una sezione del versante settentrionale dei monti di Verchojansk (sezione chiamata monti Džardžan). Il fiume scorre in direzione mediamente occidentale sino a sfociare nella Lena a 361 km dalla foce di quest'ultima nel mare di Laptev; il suo corso ha una lunghezza di 52 km; contando il più lungo dei suoi due rami di sorgente, la lunghezza del sistema fluviale sale a 172 km. L'area del suo bacino è di 5 250 km².